# 井上元兼
井上 元兼（いのうえ もとかね）は、戦国時代の武将。毛利氏の家臣。安芸国天神山城主。

## 生涯
文明18年（1486年）、安芸国人・井上光兼の子として誕生。安芸井上氏は清和源氏の流れを汲む信濃源氏井上氏の一族である。もとは毛利氏と対等関係にある国人であったが、毛利氏との縁戚関係を経て一門の多くが毛利弘元の家臣団に組み込まれ、弘元に知行を給されて、家中においては近習同様に仕えることとなった。
元兼は主に財政面において活躍した。また、大永3年（1523年）、毛利氏の宿老15名が連署起請文を提出して弘元の子・毛利元就の家督相続を要請した際には、井上就在・元盛・元貞・元吉ら他の井上一族と共に署名するなど、元就の補佐を務めて大いに功績をあげた。
ところが、家中で専横を極めたことに加え、家中における影響力や権威の強さから（一説には井上元盛が元就の所領の猿掛城領を横領したとも）、それを危惧した元就によって、天文19年（1550年）に子の就兼、叔父の元盛ら一族もろとも粛清された。
一方で、父・光兼は高齢のため、叔父・井上光俊や従弟の井上就在は元就への忠誠心の厚さから、孫の井上利宅は幼少だったためそれぞれ粛清を免れている。
なお、元兼初め井上一族が横柄な振る舞いをしていたことは、元就自身による書状の中でも言及・述懐されており、専横があったことは確かなようである。しかし、それらの書状の多くは井上一族粛清から10年以上経ってから書かれたものが多く、多少の潤色が加えられていた可能性もある。

## 関連作品
- 『毛利元就』（1997年、NHK大河ドラマ、演：片岡鶴太郎）